# Chloris berazainiae
Chloris berazainiae är en gräsart som beskrevs av Luis Catasús. Chloris berazainiae ingår i släktet kvastgrässläktet, och familjen gräs. Inga underarter finns listade i Catalogue of Life.